# HTC S730
HTC S730, även kallad HTC Wings, är en smartphone från HTC. Telefonen ingår i HTC:s serie med utfällbara QWERTY-tangentbord.

## Historia
Telefonen släpptes i oktober 2007 i svart.

## Egenskaper

### Tangentbord
Telefonen har ett utfällbart tangentbord med svenska tecken som underlättar SMS- och smartphoneprogramanvändning. Det finns även ett standardsiffertangentbord som sitter under skärmen och inte är utfällbart.

### Multimedia
Telefonen är också en musikspelare med stöd för bland annat MP3, WMA, AAC, AAC+, eAAC+, WMA, WAV, QCELP, MPEG4, AMR-NB och AMR-WB. 

### Internet
Telefonen kan anslutas till trådlöst nät 802.11 b/g (WLAN), den kan via detta även byta uppkoppling till Skype-nätet och använda detta för utgående samtal som standard.

## Batteri
Telefonen använder ett litiumpolymer-batteri, vilket är efterträdaren till det mest använda litiumjon-batteriet.

## Rykten

### Integrerat GPS-system
Telefonen innehåller ett GPS-chip men saknar mjukvara för navigering och användning av detta. Officiellt har inte HTC nämnt GPS-navigering som en funktion men den skall ha demonstrerats vid en förhandsvisning av telefonen.
Hackare håller på att utveckla en modifikation som ska aktivera GPS-funktionen i telefonen till dess att HTC släpper en ROM-uppdatering med GPS-funktioner.